# Leyla Aliyeva
Pour les articles homonymes, voir Aliyev.
Ne pas confondre avec la présentatrice de télévision Leyla Aliyeva.
Leyla Aliyeva, née le 3 juillet 1984 à Moscou (RSFS de Russie, URSS, auj. Russie), est une femme d'affaires azerbaidjanaise. Elle est la rédactrice en chef du magazine Baku. Elle est aussi la fille du président Ilham Aliyev et de la Première dame et vice-présidente d'Azerbaïdjan, Mehriban Aliyeva.

## Biographie

### Formation
De 2006 à 2008, Leyla Aliyeva poursuit une maîtrise à l'Institut d'État des relations internationales de Moscou (MGIMO). Elle est présidente du Club d'Azerbaïdjan au MGIMO jusqu'en 2010.

### Carrière dans la presse
Elle est la fondatrice et la rédactrice en chef du magazine Bakou, magazine sur l'art et la mode. La version russe de Bakou est publiée en Russie depuis 2007. En octobre 2011, la première édition de la version anglaise du magazine Bakou paraît à Londres. Le 20 avril 2012, le magazine Bakou est lancé à Rome, en Italie.

### Carrière dans les affaires
Leyla, comme d'autres membres des familles Aliyev et Paşayev, possède la Pasha Holding, une holding qui contrôle d'importantes banques du pays, des entreprises dans la construction, dans l'assurance, dans les voyages et un opérateur de téléphonie mobile,.
Leyla, sa sœur Arzu et leur mère Mehriban contrôlent aussi le groupe Azenco via de nombreuses sociétés écran. Azenco a obtenu de nombreux marchés de construction de la part de l'État ou des collectivités azerbaïdjanais dont la construction d'une salle de concert, le Baku Crystal Hall, pour héberger le Concours Eurovision de la chanson 2012 et la Place du drapeau national,,.
En avril 2016, elle est citée dans l'affaire des Panama Papers. Avec sa sœur Arzu, elle détient au moins 56 % de l'Azerbaijan International Mineral Resources Operating Company (AIMROC), un consortium auquel l'État azerbaïdjanais a confié le développement de mines d'or, et en particulier de la mine de Çovdar dont les réserves sont estimées à 2,5 milliards de dollars.

## Activités caritatives

### Fondation Heydar Aliyev
Aliyeva est vice-présidente de la Fondation Heydar Aliyev, une organisation non-commerciale qui réalise un mélange de projets d'ambassadeurs charitables, culturels et politiques, présidée par sa mère Mehriban Aliyeva, première dame et vice-présidente du pays.
Depuis le 10 mai 2007, Aliyeva dirige le bureau de représentation de la Fondation en Russie. Dans le cadre de ces programmes, elle mène des initiatives caritatives, souvent en mettant l'accent sur le soutien aux jeunes défavorisés.
En 2012, elle a organisé une exposition intitulée « Fly to Baku », mettant en vedette les œuvres de 21 artistes, y compris ses propres œuvres. L'exposition a débuté à Londres, suivie d'une autre exposition organisée le 12 avril 2012 à Paris.
Aliyeva est coordinatrice générale du dialogue interculturel pour le Forum des jeunes pour le dialogue et la coopération de l'Organisation de la Conférence islamique (mai 2008) et présidente de l'Organisation de la jeunesse azerbaïdjanaise de Russie (AYOR).

## Ali and Nino
Leyla Aliyeva est une des productrices exécutives du film Ali and Nino, un film adapté du roman Ali et Nino de l'écrivain azéri Kurban Said et réalisé par Asif Kapadia. Le film est présenté en première au Sundance Film Festival en 2016.

## Vie privée
Le 30 avril 2006, elle se marie avec Emin Agalarov.
Leyla Aliyeva est la mère de trois enfants, Ali, Mikail et Amina.
Le 30 mai 2015, Leyla Aliyeva et Emin Agalarov ont annoncé leur divorce.

## Prix
En juillet 2011, la médaille Taraggi (Progrès) a été décernée à Leyla Aliyeva pour sa contribution au développement des relations entre l'Azerbaïdjan et la Russie.
Le 1er novembre 2011, Aliyeva a reçu le prix «Clé à la vie» lors du bal annuel de l'association caritative «Children's Cancer & Blood Foundation».
Le 5 avril 2013, Leyla Aliyeva a reçu le prix « Pour la protection de l'environnement » décerné par le Conseil d'administration du 7e Projet international Olympiade pour la protection de l'environnement.
En mai 2015, Leyla Aliyeva a reçu le titre d'Ambassadrice de bonne volonté de l'Organisation des Nations unies pour l'alimentation et l'agriculture pour ses contributions.
Le 20 octobre 2015, Leyla Aliyeva a reçu la médaille « Pouchkine » de la fédération de Russie. Le 4 novembre 2015, lors d'une réception en l'honneur de la Journée de l'unité du peuple, le président russe Vladimir Poutine a remis la médaille «Pouchkine» à Leyla Aliyeva.